# Умитџан Гуреш
Умитџан Гуреш (тур. Ümitcan Gureş; Истанбул, 24. јун 1999) турски је пливач чија специјалност су спринтерске трке делфин стилом.

## Спортска каријера
Гуреш је пливање почео да тренира у пливачкој секцији спортског друштва Фенербахче из Истанбула. Након успешних наступа на националним првенствима дебитовао је на међународној сцени 2016. на европском првенству за јуниоре, да би годину дана касније на светском јуниорском првенству у Индијанаполису остварио и први значајнији резултат у каријери, пласиравши се у финала обе појединачне спринтерске трке делфин стилом (5. место на 50 и 8. на 100 метара делфин). Исте године по први пут је наступио и на једном сениорском такмичењу, европском првенству у малим базенима, где је освојио високо пето место у финалу трке на 50 метара делфин стилом.
Гуреш је учествовао и на Отвореном првенству Србије у пливању које је током марта месеца 2018. било одржано у Београду где је успео да освоји златну медаљу у трци на 50 метара делфин стилом. Три месеца касније на Медитеранским играма у Тарагони осваја бронзану медаљу у трци на 50 метара делфин стилом.
На светским првенствима у великим базенима дебитовао је у корејском Квангџуу 2019. где се такмичио у четири дисциплине — 50 делфин (25. место), 100 делфин (21), и 4×100 мешовито у миксу (16) и 4×100 мешовито (16).